# Parascotia robiginosa
Parascotia robiginosa là một loài bướm đêm trong họ Erebidae.